# Vasile Aciobăniței
Vasile Aciobăniței (n. 27 aprilie 1924, Valea Grecului, județul Vaslui) este un sculptor român.

## Biografie
În 1948, la 24 de ani, s-a înscris la Institutul de Arte Plastice din Iași, unde a intrat cu nota maximă. Aici a urmat primii doi ani de facultate, sub îndrumarea maestrului Ion Irimescu. În 1950, institutul s-a desființat.
S-a mutat apoi la Institutul de Arte Plastice Nicolae Grigorescu din București, unde i-a avut profesori pe sculptorii Cornel Medrea  (1950-1951) și Constantin Baraschi (1955-1958).
În 1951, când era student în anul IV, fusese propus pentru a face studii la Leningrad. Primise avizul de la decanat și UASR și urma să-l primească și de la organizația de partid. Atunci a fost denunțat de un coleg, Gabriel Covanski, care l-a învinuit că este legionar. La acest denunț s-a adăugat și acuzația că făcea parte dintr-o organizație subversivă din Iași, care se numea "2 plus 1". În noaptea de 15-16 octombrie 1951 a fost arestat de Securitatea din București, împreună cu încă doi colegi: Bostan și Bujoreanu. A fost anchetat la Bârlad, Galați și Iași, și inițial a fost condamnat la moarte pentru „uneltire contra ordinii sociale“, pedeapsă care a fost comutată în temniță grea, din care a ispășit doi ani, până în 20 septembrie 1953, când i s-a fixat domiciliu obligatoriu. Adevărul este că, la 16 ani, fusese entuziamat, ca și alți tineri, de discursurile lui Corneliu Zelea Codreanu, dar nu fusese niciodată membru activ sau cotizant al Mișcării.
După eliberarea din penitenciar, pentru a se întreține, a lucrat doi ani, la Teatrul Național din București, ca butafor. Și-a continuat studiile după patru ani de suferință și muncă asiduă, reușind să termine facultatea în 1958.
Cu toate că i-au fost puse piedici în afirmarea ca sculptor, Vasile Aciobăniței a participat, încă de la absolvirea facultății, la toate expozițiile organizate în București.
După 1989, s-a constatat că o rețea de falsificatori, organizată de Radu Lucian Stanciu, ar fi pus pe piață piese atribuite lui Constantin Brâncuși, care în realitate ar fi falsuri grosolane. La un moment dat, bănuielile au mers și către Vasile Aciobăniței, un epigon brâncușian din anturajul lui Stanciu, dar este greu de imaginat că un sculptor profesionist poate face un obiect atât de prost din punctul de vedere al meșteșugului pur și simplu.

## Opera
Vasile Aciobăniței debutează sub semnul realismului socialist, după care se specializează în crearea de busturi monumentale a căror amplasament ideal este spațiul public. Începând cu anii 1970 stilul său se deplasează în zona figurativului, prelucrând tipologii brâncușiene de tipul "Sărutul", "Alegorie", adoptând un primitivism similar. Lumea populară a reprezentat o tematică semnificativă, lume pe care o va simboliza cu mijloace alegorice.

## Participări la expoziții
- 1960 - expoziție personală în Mangalia
- 1974 - a organizat o expoziție personală, cu 20 de lucrări din marmură și piatră, la Sala "Simeza".
- 1976 - a urmat participarea la expoziția de sculptură românească de la Moscova, cu Melosul Popular I.
- 1977 - 1978 a avut o expoziție personală cu 22 lucrări în marmură, bronz și piatră, la Sala "Eforie" din București.
- 1975 -1985, a participat cu regularitate la expoziția de la Vaslui, intitulată "Fii ai meleagurilor vasluiene".
- 1977 - a deschis la Huși o expoziție personală.
- 1979 - a expus în Germania, la Herrenberg, Böblingen și Sindelfingen.
- 1981 - a expus la Paris.

Expoziții colective:
- 1959 - București, A 40-a aniversare a creării P.C.R.
- 1971 - București, Salonul de pictură și sculptură
- 1975 - București, Galeria Nouă, Ziua internațională a Femeii
- 1992 - București, Galeria Căminul Artei

## Sculpturi
- Bustul lui Alexandru Ioan Cuza din Huși în piatră albă. Se găsește în parcul din fața Liceului “Cuza Vodă” și este creația sculptorului hușean Vasile Aciobăniței. A fost dezvelit în anul 1959, fiind realizat în manieră clasică și așezat pe un piedestal monumental din beton. [5]
- Bustul lui Mihail Kogălniceanu din Huși în piatră albă. Se află amplasat în fața Colegiului agricol “Dimitrie Cantemir”, pe strada Mihail Kogălniceanu și este opera sculptorului hușean Vasile Aciobăniței. A fost dezvelit în anul 1959 și este realizat în manieră clasică. Având o înălțime de 1,40 m este așezat pe un piedestal din beton pe al cărui frontispiciu este scris: “Mihail Kogălniceanu, 1817-1891”.[5]
- Fântâna păcii, Piatra Neamț, 1962
- Bustul lui Calistrat Hogaș, Piatra Neamț,  1963;
- Bustul lui Ion Creangă, Bacău, Slănic-Moldova, 1964;
- Mihai Eminescu, Slănic-Moldova, 1965;
- Bustul lui George Enescu, Bacău, 1967;
- Cântecul Popular,  București, 1968;
- Bustul lui Dr. Petru Groza, Băcia (Hunedoara), 1973.
- Păstorul (piatră), tabăra de sculptură de la Măgura, Ediția VII-a 1976.[6]